# Бутурлинка (Пензенская область)
Бутурлинка — село в Шемышейском районе Пензенской области России. Входит в состав Руссконоркинского сельсовета.

## География
Село находится на юго-востоке центральной части Пензенской области, в пределах северного склона холмистой Хвалынской гряды, в лесостепной зоне, к западу от автодороги 58К-161, на расстоянии примерно 10 километров (по прямой) к юго-юго-западу от Шемышейки, административного центра района. Абсолютная высота — 230 метров над уровнем моря.

### Климат
Климат характеризуется как умеренно континентальный. Средняя температура воздуха самого тёплого месяца (июля) — 20 °C (абсолютный максимум — 38 °C); самого холодного (января) — −19 °C (абсолютный минимум — −44 °C). Безморозный период длится 126 дней. Период активной вегетации составляет 135—145 дней. Годовое количество атмосферных осадков — 490 мм, из которых большая часть выпадает в тёплый период. Снежный покров держится в течение 149 дней.

### Часовой пояс
Село Бутурлинка, как и вся Пензенская область, находится в часовой зоне МСК (московское время). Смещение применяемого времени относительно UTC составляет +3:00.

## Население
| 1795 | 1859 | 1884 | 1911 | 1914 | 1926 | 1939 |
| ---- | ---- | ---- | ---- | ---- | ---- | ---- |
| 238  | ↘128 | ↗478 | ↗572 | ↘523 | ↗643 | ↘406 |
| 1959 | 1979 | 1989 | 1996 | 2002 | 2010 |      |
| ↘399 | ↘166 | ↘74  | ↘53  | ↘14  | ↘9   |      |

### Национальный состав
Согласно результатам переписи 2002 года, в национальной структуре населения русские составляли 93 %.